# Platyarachne
Platyarachne es un género de arañas cangrejo de la familia Thomisidae. Fue descito por el naturalista alemán Eugen von Keyserling en 1880.
Se distribuye únicamente en América del Sur.

## Especies
- Platyarachne episcopalis (Taczanowski, 1872)
- Platyarachne histrix Simon, 1895
- Platyarachne scopulifera Simon, 1895